# Leptogaster erecta
Leptogaster erecta là một loài ruồi trong họ Asilidae. Leptogaster erecta được Meunier miêu tả năm 1906. Loài này phân bố ở vùng nhiệt đới châu Phi.